# Lerín
Lerín (baszkul: Lerin, ami szintén hivatalos elnevezés) település Spanyolországban, Navarra autonóm közösségben. Lerín Allo, Cárcar, Sesma, Oteiza, Larraga, Berbinzana, Miranda de Arga, Falces és Andosilla községekkel határos. Lakosainak száma 1783 fő (2024).

## Népesség
A település népessége az elmúlt években az alábbi módon változott:
| Lakosok száma | 1879 | 1833 | 1822 | 1905 | 1814 | 1706 | 1654 | 1725 | 1756 | 1783 |
|               | 2001 | 2004 | 2007 | 2009 | 2012 | 2014 | 2017 | 2019 | 2022 | 2024 |